# Доумэнь
Доумэ́нь (кит. упр. 斗门, пиньинь Dǒumén) — район городского подчинения городского округа Чжухай провинции Гуандун (КНР).

## История
Во время вхождения в состав КНР эти места находились в составе уездов Чжуншань и Синьхуэй. 31 декабря 1952 года из уезда Чжуншань был выделен уезд Юйминь (渔民县), который уже 7 апреля 1953 года был переименован в Чжухай (珠海县). С 1956 года уезды Синьхуэй и Чжухай вошли в состав Специального района Фошань (佛山专区). В 1965 году на стыке уездов Синьхуэй и Чжуншань был создан уезд Доумэнь (斗门县), также вошедший в состав Специального района Фошань.
В 1970 году Специальный район Фошань был переименован в Округ Фошань (佛山地区).
1 июня 1983 года округ Фошань был расформирован, и уезд Доумэнь перешёл в состав городского округа Чжухай.
Постановлением Госсовета КНР от 4 апреля 2001 года был расформирован уезд Доумэнь, а на бывшей его территории были созданы районы Доумэнь и Цзиньвань.

## Административное деление
Район делится на 5 посёлков.

## Достопримечательности
- Буддийский храм Цзиньтайсы.